# Desmodilliscus braueri
Desmodilliscus braueri là một loài động vật có vú trong họ Chuột, bộ Gặm nhấm. Loài này được Wettstein mô tả năm 1916.